# Échanges et mouvement
Échanges et mouvement est un réseau de tendance communiste de conseils fondé en 1975 par des anciens militants de Informations et correspondances ouvrières (ICO).
Outre la revue trimestrielle Échanges, le réseau publie le bulletin gratuit Dans le monde une classe en lutte.
Quelques-uns des auteurs ayant écrit dans la revue :
- Ngô Văn.
- Henri Simon.
- Bruno Astarian.
- Gérard Bad.
- Cajo Brendel.